# 风箱
风箱即空氣泵，是用來冶鐵高炉的設備，風箱的皮橐內充滿空氣，而且並不塌縮，拉動其體能夠將其內的空氣壓出，空氣通過輸風管，可以進入熔煉爐爐中。

## 歷史
最早使用于强制鼓风的器具為扇和吹管，古埃及金匠曾經使用带陶风嘴的吹管，印加人有时以8至12根铜管同时吹炼。稍后，发明了以兽皮製作的鼓风皮囊，囊的两端分设风管和由操作者手控的进风口。此种简陋的鼓风器在近代仍然被一些地区採用。埃及第十八王朝勒克米尔（Rekhmir，约公元前1450年）墓的壁画中绘畫有罐状脚踏鼓风器的图象。进风时，操作者用绳索拽起皮囊，随后踩下，将风鼓入炉内，每炉配备鼓风器四具，两人相向操作。
橐（亦稱橐龠）是一种鼓風器；橐是以牛皮製造而成的風袋；龠原來是指吹口管樂器，在詞語中則是喻喻為輸風管。根據歷史記載，橐於戰國時代已經存在。《老子‧道經》用橐比喻空間「天地之間，其猶橐龠乎？虛而不屈，動而愈出。」
漢朝文獻中論及橐龠者甚眾；山東滕縣出土的漢朝冶鐵畫像石中就有橐的畫面，它有3個木環、兩塊圓板，外敷皮革而成。拉開皮橐，空氣通過進氣閥而入橐；壓縮皮橐，橐內的空氣通過排氣閥而進入到輸風管，最後再進入冶煉爐爐中。漢朝冶鐵的技術得以大幅度地發展，與橐的動力的改進有密切的關係。鼓風器本身即皮製的橐，大概應至唐朝及宋朝年間。
皮橐的初步改進為西夏人作出，根據敦煌榆林窟西夏壁畫畫中，就顯示有雙木扇風箱畫。該風箱依靠木質箱體上的木板的啟閉運動，造成斷續氣流。為了得到足夠的風力，其扇風板比人體高。不久，這種木扇風箱被安裝在水力驅動的機械上，這樣使到木扇風箱有了比較高度的功率效用。
南宋末年，這種風箱被拉桿活塞式風箱所取締。
尽管后来在元朝（1279年-1368年）所发现的汉朝（前202年-220年）冶铁风箱（鼓风机）是采用皮袋或者木制风扇形态仍然是不清楚，不过根據文献记载，东汉杜诗（殁于38年）已經开始利用水车以驱动冶铁高炉的风箱。根据后来的纪录证明，这种方法继续为后人所采用；该发明对冶铁产量增加有重大意义，而且它利用了当时可得的所有必要元件以将旋转运动转换为往复运动。